# La cuestión de la tecnología
La cuestión en torno a la tecnología (en alemán: Die Frage nach der Technik) es una obra de Martin Heidegger, en la que el autor analiza la esencia de la tecnología. Originalmente, Heidegger publicó el texto en 1954, en Vorträge und Aufsätze.
Heidegger desarrolló inicialmente los temas del texto en la conferencia «El marco» (en alemán: «Das Gestell»), presentada por primera vez el 1 de diciembre de 1949 en Bremen. «El marco» se presentó como la segunda de cuatro conferencias, denominadas colectivamente «Información sobre lo que es» (en inglés: «Insight into what is»). Las otras conferencias se titulaban «La cosa» (en alemán: «Das Ding»), «El peligro» (en alemán: «Die Gefahr») y «El giro» (en alemán: «Die Kehre»).

## Resumen
La pregunta acerca de la tecnología, según la indicación de Heidegger, surge con el propósito de «facilitar una conexión libre con ella».  Esta conexión será considerada libre «si abre nuestra existencia humana (Dasein) a la esencia de la tecnología». Esto se debe a que «solo lo verdadero nos lleva a una relación libre con aquello que nos concierne desde su esencia». De esta manera, el acto de cuestionar revela lo examinado en su esencia real, permitiéndole ser «experimentado dentro de sus propios límites» en la búsqueda de «lo auténtico a través de lo correcto». Esto es similar a la forma aristotélica de avanzar «desde lo que es más oscuro por naturaleza, pero más claro para nosotros, hacia lo que es más claro y más conocible por naturaleza».
Heidegger comienza la pregunta señalando que «preguntamos sobre la tecnología cuando preguntamos qué es». Esto se deriva al seguir una doctrina antigua según la cual «la esencia de una cosa se considera ser lo que es la cosa». Él parte de la definición correcta o clara de que «todos conocen las dos afirmaciones que responden nuestra pregunta»,es decir, que «la tecnología es un medio para un fin y una actividad humana». La razón concedida es que «posicionar fines y procurar y utilizar los medios para ellos es una actividad humana». Si consideramos la tecnología como un medio para alcanzar fines humanos, esta perspectiva puede ser denominada como la «definición instrumental y antropológica de tecnología». Sin embargo, esta conceptualización suscita la siguiente interrogante: «¿qué se entiende por instrumento en sí mismo?».Este planteamiento implica interrogar la amplitud de la instrumentalidad en la cual tanto los medios como los fines están inmersos, generando la pregunta: «¿a qué categoría pertenecen elementos como los medios y los fines?».
Un medio puede considerarse como aquello a través de lo cual se alcanza un fin. Es aquello «mediante lo cual se lleva a cabo y, por ende, se logra».Fundamentalmente, puede entenderse como una causa, ya que «todo lo que tiene un efecto como consecuencia se denomina causa.» Pero un fin también es una causa en la medida en la que determina el tipo de medios a utilizar. Como se señala, «el fin de acuerdo con el cual se determina el tipo de medios a utilizar también es considerado una causa». Esta conceptualización de la instrumentalidad como medios y fines lleva la cuestión más hacia la causalidad, sugiriendo que «dondequiera que se persigan fines y se empleen medios, dondequiera que reine la instrumentalidad, reina la causalidad».
Para cuestionar la casualidad, Heidegger parte de lo que «por siglos la filosofía ha enseñado» con respecto a las «cuatro causas».Estas se enumeran tradicionalmente como:
1. Causa meterialis, el material, la materia del cual» algo está hecho.
2. Causa formalis, la forma, la figura en la cual entra el material.
3. Causa finalis, el fin, en relación con el cual el objeto requiere ser determinado como su forma y materia.
4. Causa efficiends, que produce el efecto que es la cosa terminada.[3]

Heidegger concluya con que «lo que la tecnología es, cuando se representa como un medio, se revela cuando rastreamos la instrumentalidad hasta la casualidad cuádruple», Para explicar esto, Heidegger usa el ejemplo del cáliz de plata, en el que cada elemento trabaja conjuntamente para crear el cáliz de una manera diferente: 
Así que cuatro formas de propiedad ejercen su influencia en el recipiente sacrificial que yace listo ante nosotros. Las formas difieren entre sí, pero pertenecen juntas...Las cuatro formas de ser responsables hacen que algo aparezca. Lo dejan emerger en la presencia. Lo liberan a ese lugar y así lo ponen en marcha hasta completar su llegada. 
Cuando estos cuatro elementos trabajan conjuntamente para crear algo en apariencia, a esto se le llama «traer a la luz» (en inglés: «bringing-forth»). Esta expresión proviene del griego poiesis que «saca del ocultamiento al desvelamiento». Esta revelación puede representarse con la palabra griega aletheia, que en español se traduce como «verdad». Esta verdad tiene todo que ver con la esencia de la tecnología, porque la tecnología es un medio para revelar la verdad.
Sin embargo, la tecnología moderna difiere de la poiesis. Heidegger sugiere que esta diferencia proviene del hecho de que la tecnología moderna «se basa en la física moderna como ciencia exacta». Por ello, la revelación de la tecnología moderna no es un «traer a la luz», sino más bien un desafío. Heidegger recurre al río Rin como ejemplo de cómo nuestra tecnología moderna puede cambiar un símbolo cultural.
Para profundizar en su discusión sobre la tecnología moderna, Heidegger introduce la noción de «reserva permanente». La tecnología moderna coloca a los humanos en una «reserva permanente». Para explicar esto, Heidegger utiliza el ejemplo de un ingeniero forestal y su relación con las industrias del papel y de la imprenta, ya que él espera en reserva de disposición para cumplir con sus deseos.

Heidegger vuelve a discutir la esencia de la tecnología moderna para denominarla Gestell, la cual define principalmente como una especie de enmarcado:
Enmarcar implica la consolidación de esa acción de imponerse que confronta al ser humano, desafiándolo a desvelar lo auténtico, en la modalidad de organizar, manifestándose como una reserva permanente. Enmarcar representa esa manera de revelar que prevalece en la esencia de la tecnología moderna y que, por sí misma, no es de naturaleza tecnológica.
Una vez se ha terminado de hablar sobre el enmarcado, Heidegger destaca la amenaza de la tecnología. Como señala, la amenaza «no proviene en primera instancia de las máquinas y aparatos potencialmente letales de la tecnología». Sino que la amenaza es la esencia debido a que «el dominio del enmarcado amenaza al ser humano con la posibilidad de que se le niegue entrar en una revelación más original y, por lo tanto, de experimentar el llamado de una verdad más primigenia». Esto sucede porque el desafío de emerger oculta el proceso de revelación, lo que implica que la verdad misma permanece en la sombra y deja de manifestarse. A menos que la humanidad se esfuerce por cambiar su rumbo, no logrará descubrir la verdad y la revelación.
En este punto, Heidegger se enfrenta a una paradoja: la humanidad necesita ser capaz de manejar la peligrosa dirección del enmarcado, ya que es precisamente en esta dirección arriesgada donde yace el potencial para ser rescatada.Para profundizar en este tema, Heidegger retoma su análisis de la esencia. En una última instancia, llega a la conclusión de que «la esencia de la tecnología es, en un sentido elevado, ambigua» y que «esta ambigüedad apunta al enigma de toda revelación, es decir, de la verdad».
La cuestión relativa a la tecnología, según la conclusión de Heidegger, se refiere a «la configuración en la que se lleva a cabo el revelar y ocultar, en la que tiene lugar la presencia de la verdad». En otras palabras, se trata de describir la verdad.En otras palabras, se trata de descubrir la verdad. Heidegger nos presenta el arte como una forma de navegar por esta configuración, esta paradoja, ya que el artista, o el poeta según la sugerencia de Heidegger, observa el mundo tal y como se revela.